# 常布の滝
常布の滝（じょうふのたき）は、群馬県草津町草津の大沢川にある滝。日本の滝百選の一つに選ばれている。落差は70メートル。岩肌が特徴的で、赤、黒等の色をした岩と緑の苔が独特の景観を作っている。滝左上部には浸食によって削られた穴があり、鍾乳石のようにつらら状に垂れ下がった岩が見られる。滝壺は大きくはないが、滝前はかなり広く開けている。新緑や紅葉の時期はなお一層映える景観となる。

## 地質
常布の滝の特徴でもある奇怪な岩肌は、白根山の火山活動の影響が大きい。縦に見られる筋状の構造は緩やかな柱状節理様を示した熔結凝灰岩で、白根浮石流と呼ばれる火砕流や火山灰で出来た層である。滝上部は新期溶岩に含まれる新しい地層で、本白根溶岩と呼ばれている。

## 常布の滝下温泉
展望台から常布の滝へ向かうハイキングコースの途中、前座の無名の滝があるが、この滝左下に俗称として常布の滝下温泉と呼ばれる温泉が湧いている。いわゆる野湯。
滝下の鷲乃湯跡地に設けた「ポケットパーク」が、1993年（平成5年）度手づくり郷土賞（出会いを演出する街角）受賞。

## 交通アクセス
- 国道292号を使って草津国際スキー場へ（草津温泉の温泉街から車で5分程度）。草津国際スキー場か天狗山第六駐車場に駐車するのが望ましい。
- 草津交差点から国道292号線を白根山方面に約1.7㎞程進んだ地点（県道55号線には入らない）から右手に林道へと進む道があり、車で約5分、徒歩で約25分進む（林道は落石などで進めないこともあるので注意が必要）。車の場合は途中にヘアピンカーブがあるので手前の路肩に駐車。ここから林道を約15分歩いてヘアピンカーブを2回折り返しすると、その先に常布の滝展望台があり、ここから遠望できる。
- 展望台から少し戻った所からハイキングコースを約30～60分歩くと滝前へ出られる。ハイキングコースは所々踏み跡程度の部分があり、熊の出没多発地域でもあるので注意が必要。ただし、ハイキングコース中の落石の危険があるため、2014年（平成26年）9月より閉鎖されている[3]。